# 海南话
海南話（海南白話字：Hái-nâm-oe，另称海南闽语、琼语或琼州话:1）是汉藏语系汉语族闽语支的一种语言，也是汉族海南民系的母语，主要分布于海南島除西北部以外的北部及东、南、西南部沿海一带，使用人口约550万，占海南岛总人口的80%。海南話以文昌话为标准方言。
海南语脱胎自古代闽南语，但却与现代泉漳闽南语无法互通。海南语在理论上是闽南语系统中跟泉漳闽南语差异最大的一种方言之一。傳統觀點认为海南语屬於閩南語的分支，称为闽南语“琼文片”；不過今日有一些语言学者把海南話單獨劃出歸屬於「閩語大區」，与「闽南区」并列，成为闽语大区的琼文区。也有學者將海南話與雷州話合稱為瓊雷話，並將瓊雷話歸為閩語直系分支。ISO 639-6则是将海南话各种方言分别列为闽语的直属分支。
海南话是海南省境内分布最广、使用人数最多的一种本地语言。海南話與雷州話之間大體可以互相通話，但仍存在著不小差異。
根据语音特征，海南话内部可分为两区四片，即北部西片、北部东片及东南片，南部东片、南部西片。海南話的主要特色是閩語的*[h]、*[p]、*[t] 變成*[f]、ɓ、ɗ。

## 分布范围
海南话使用者分布在文昌市和定安县全境；万宁县东部和中部地区；海口市市区；五指山市市区小部分；琼海市大部分地区（西南角除外）；澄迈县东南部分（除北部沿海与西南角外用临高话）；屯昌县大部分地区（除西部边缘地区外）；陵水黎族自治县南部沿海；三亚市南部及东部沿海；乐东黎族自治县西南部和西部沿海，以及县城抱由镇部分地区；东方市西部沿海；昌江黎族自治县北部沿海数个自然村，以及县城石碌镇部分地区和叉河工业区；琼中黎族苗族自治县东北与屯昌接壤处，以及县城的营根镇、红岛乡；白沙黎族自治县牙叉镇及北部几个自然村；保亭黎族苗族自治县保城镇。另外，在儋州市和临高县的部分国营农场也使用海南话。

## 历史
宋代末期，由于战乱，大量闽南人南下避乱。这些闽南人先到达潮汕平原，后来跨越珠江三角洲，进入雷州半岛和海南岛，将闽南语传播到这些地区来。此后，由于长期受到周边少数民族语言以及中原官话的影响，海南话的音韵体系与闽南语产生了很大差异，以至于无法互通，形成一种独特的语言。

## 方言片区
根据《中国语言地图集》，琼文话可以分为以下几个片区：
- 府城片：海口市区
- 文昌片
- 琼海片：琼海话是指流行于琼海市全境、文昌市和定安县南部边境、屯昌县东部边境、万宁市北部边境的海南话。如果从语言谱系推算，它应当是汉藏语系汉语族闽語支中的一个小片语言，是琼海市全境的第一方言。
- 屯昌片
- 定安片
- 万宁片
- 崖县片
- 昌感片

## 語音系統

### 元音
|          | 前元音 | 後元音 |
| -------- | ------ | ------ |
| 高元音   | /i/    | /u/    |
| 中高元音 | /e/    | /o/    |
| 中低元音 | /ɛ/    | /ɔ/    |
| 低元音   |        | /a/    |

### 輔音
|                 | 雙唇音 | 齒齦音          | 齦顎音          | 軟顎音 | 聲門音 |
| --------------- | ------ | --------------- | --------------- | ------ | ------ |
| 有聲塞音/內爆音 | /ɓ/    | /ɗ/             |                 | (/ɠ/)  |        |
| 無聲塞音        | /p/    | /t/             |                 | /k/    | (/ʔ/)  |
| 塞擦音          |        | /c/ [/ts/~/tɕ/] | /c/ [/ts/~/tɕ/] |        |        |
| 無聲擦音        | /f/    | /s/ [/s/~/ɕ/]   | /s/ [/s/~/ɕ/]   | /x/    | /h/    |
| 有聲擦音        | /v/    | /ʑ/ [/z/~/ʑ/]   | /ʑ/ [/z/~/ʑ/]   |        | /ɦ/    |
| 鼻音            | /m/    | /n/             |                 | /ŋ/    |        |
| 近音            | (/w/)  | /l/             | (/j/)           |        |        |

- 许多海南方言片把/x/念为[kʰ]。

## 比较
以声母特征而言，海南话的声母并没有送气与不送气的对立，这是在汉语变体中少有的。闽南语的送气音/pʰ/、/tʰ/、/t͡sʰ/、/kʰ/，在海南话中念成擦音/f/、/h/、/s/、/x/。其他闽语的/p/、/t/，在海南话中念成内爆音/ɓ/、/ɗ/。其他闽语的/s/及部分/ts/类声母，在海南话中读作/t/，以至於海南话与闽南语的泉漳片、潮汕片都完全无法通话。
海南话北部东片及东南片方言（文昌、琼海、万宁、陵水及三亚东部）还保留了闽语由/m/變来的/b/（在北部西片海南方言裏念/v/，如海口、定安、澄迈、屯昌）。另外，古代“透定”母字，北部西片读为/h/，北部东片读为/x/。就韵母系统而言，海南话把闽南话的鼻化元音都念成口元音；北部方言群普遍保留入声/-p/、/-t/、/-k/尾，南部方言群则入声字多读为喉塞尾；海口、万宁等地又跟潮州话一样，把-n/-t念成-ng/-k。
声调方面，海南话调类数为6-8个，北部方言都是8个调，南部方言多数为7个调，三亚港门是6个调。

## 大众传媒
电台方面，海南广播电视总台民生广播以普通话和海南话（文昌话）双语播出。海南的三亚、琼海等地电台也有海南话新闻播出。新加坡新传媒958城市频道也会每天播出5分钟的《琼语新闻》。
大眾運輸方面，是否在公交车及环岛高铁採用海南話報站亦有爭議。2016年，中國新聞網報導有九成網民支持增設海南話報站，海口市道路运输管理处和粤海铁公司則表示自己尚未成熟、操作有难度。三亚有轨电车目前采用普通话、海南话、英语三语报站。

## 講其他語言的口音負遷移

### 海南普通话
通稱海南（腔）普通話。在2001年的調查顯示，在海南普通話中，翹舌音不是很明顯，翹舌音平舌化。普通話中的翹舌音[ʈ͡ʂ]、[ʈ͡ʂʰ]、[ʂ]（即漢語拼音的「zh、ch、sh」或注音符號的「ㄓ、ㄔ、ㄕ」）約有80%的講海南方言的學生發音為平舌音節。

### 引用
1. ↑  侯精一 主编，《现代汉语方言概论》，上海教育出版社2002年出版，207~208页
2. 1 2 3  《中国语言地图集》，B8 东南地区的汉语方言。香港朗文（远东）出版公司出版，1987年。
3. 1 2 3 4  《海南省志·第三卷·方言志·第一章 第一节》
4. 1 2 3  侯精一 主編，《現代漢語方言概論》，上海教育出版社2002年出版，238頁
5. ↑  .   [31 August 2021]. （原始内容存档于2022-09-22）.
6. ↑  Hammarström, Harald; Forkel, Robert; Haspelmath, Martin; Bank, Sebastian (编). . . Jena: Max Planck Institute for the Science of Human History. 2016.
7. ↑  云惟利. . 澳门东亚大学. 1987  [2014-12-29]. （原始内容存档于2020-12-05）.
8. 1 2  .   [2015-05-06]. （原始内容存档于2015-05-18）.
9. ↑  《中国语言地图集》，漢語方言名索引（B1-B15圖）：「瓊文區，閩語大區」。
10. ↑  .   [2015-05-11]. （原始内容存档于2012-06-08）.
11. 1 2  辛世彪 《海南闽语比较研究》，商务印书馆，2013年
12. ↑  . 国际旅游岛商报 (新浪). 2012-12-17  [2020-07-06]. （原始内容存档于2020-07-06） （中文（中国大陆））.
13. ↑  陈海燕. 海南师范学院中文系. . 海南师范学院学报 人文社会科学版. 2001, 14 (6): 102  [2020-09-09]. doi:10.16061/j.cnki.cn46-1076/c.2001.06.018. （原始内容存档于2020-09-16） （中文（中国大陆））.
14. ↑  魏桂英. 琼州大学中文系. . 琼州大学学报. 2001, 8 (1): 44  [2020-09-09]. （原始内容存档于2020-09-16） （中文（中国大陆））.

## 参閲
- 雷州話
- 琼雷話
- 海南话白话字
- 海南话拼音方案

## 外部連結
- 瓊語百科（運作於wikia上的海南語百科全書） （页面存档备份，存于）
- 海南话词典
- 世界海南话课堂 Learn Hainanese Website （页面存档备份，存于）
- 海南话学校（Hainanese Language School） （页面存档备份，存于）
- 收到有關ISO 639-3更改請求的評論 （页面存档备份，存于）
- 變更申請文件：2019-062 （页面存档备份，存于）
- 要求新語言/海南話維基百科2